# Thomas Remmers
Thomas Remmers (* 1960 in Leer) ist ein deutscher Rechtsanwalt und Notar. Er ist Präsident der Rechtsanwaltskammer Celle und 3. Vizepräsident der Bundesrechtsanwaltskammer. Er ist das älteste Kind des ehemaligen niedersächsischen und sachsen-anhaltischen Justizministers Walter Remmers.

## Biografie
Remmers studierte Rechtswissenschaften an der Universität Münster und der Georg-August-Universität Göttingen und wurde zum Thema Kompetenzverluste der Bundesländer in der Europäischen Union 1991 von der Georg-August-Universität Göttingen promoviert. 1992 absolvierte er das zweite juristische Staatsexamen. Remmers wurde 1992 als Rechtsanwalt zugelassen und ist Fachanwalt für Verwaltungsrecht. Seit 2010 ist er zudem Notar und seit 2008 Präsident der Rechtsanwaltskammer Celle. Seit 2015 ist er Mitglied des Präsidiums und 3. Vizepräsident der Bundesrechtsanwaltskammer.
Remmers lebt in Hannover, ist verheiratet und hat zwei erwachsene Kinder.